# Fontaine-Heudebourg
Fontaine-Heudebourg era una comuna francesa situada en el departamento de Eure, de la región de Normandía, que el 1 de enero de 2016 pasó a ser una comuna delegada de la comuna nueva de Clef-Vallée-d'Eure al fusionarse con las comunas de Écardenville-sur-Eure y La Croix-Saint-Leufroy.

## Demografía
| Gráfica de evolución demográfica de Fontaine-Heudebourg entre 1800 y 2013 |
|                                                                           |

Los datos demográficos contemplados en este gráfico de la comuna de Fontaine-Heudebourg se han cogido de 1800 a 1999 de la página francesa EHESS/Cassini, y los demás datos de la página del INSEE.